# ولنی (مجارستان)
ولنی (به مجاری:  Velény) یک منطقهٔ مسکونی در مجارستان است که در ناحیه سنت‌لورینتس واقع شده‌است.